# Diary of a Mad Housewife
 Diary of a Mad Housewife és una  pel·lícula estatunidenca dirigida per Frank Perry, estrenada el 1970.

## Argument
Tina és una mestressa de casa de casa descontenta amb el seu matrimoni, ja que el seu marit la infravalora i la ridiculitza habitualment. Tina comença un idil·li amb un reeixit escriptor anomenat George, amb el qual sembla que pot donar un tomb a la seva vida.

## Repartiment
- Richard Benjamin: Jonathan Balser
- Frank Langella: George Prager
- Carrie Snodgress: Tina Balser
- Lorraine Cullen: Sylvie Balser
- Frannie Michel: Liz Balser
- Alley Mills: Feminista
- Alice Cooper: Ella mateixa

## Premis i nominacions

### Premis
- 1971. Globus d'Or a la millor actriu musical o còmica per Carrie Snodgress

### Nominacions
- 1971. Oscar a la millor actriu per Carrie Snodgress
- 1971. Globus d'Or a la millor pel·lícula musical o còmica
- 1971. Globus d'Or al millor actor musical o còmic per Richard Benjamin